# Sophie Simnett
Sophie Simnett (Chiswick, 5 de dezembro de 1997) é uma atriz britânica, mais conhecida por interpretar Skye na série do Disney Channel The Lodge.

## Carreira
Estudou geografia, inglês e drama na Escola Secundária Putney em Londres. A atriz da Disney passou menos de três meses na escola em preparação para exames.  Devido a tudo isso, ela mostra ter um grande talento, pois revisava em, 12 horas por dia, para filmar The Lodge, e o resto do dia, ela estudava em Putney.

## Filmografia

### Televisão
| Ano     | Programa   | Personagem     | Notas                        |
| ------- | ---------- | -------------- | ---------------------------- |
| 2015    | Dickensian | Dedlock Niece  | Episódio 4                   |
| 2016    | The Five   | Scarlett       | Episódio 1, 4 e 6            |
| 2016–17 | The Lodge  | Skye           |                              |
| 2017    | Endeavour  | Pippa Leyton   | Episódios: Harvest, Canticle |
| 2017    | Ransom     | Sofia Bonnar   | Episódio: "The Artist"       |
| 2018    | Poldark    | Andromeda Page | Episódio 7 - Temporada 4     |
| 2019    | Daybreak   | Samaira Dean   |                              |

### Cinema
| Ano  | Filme                                  | Personagem   | Notas |
| ---- | -------------------------------------- | ------------ | ----- |
| 2016 | Mum's List                             | Kate (jovem) |       |
| 2018 | Surviving Christmas with the Relatives | Bee          |       |

## Discografia
| Ano  | Música                                                         | Notas        |
| ---- | -------------------------------------------------------------- | ------------ |
| 2016 | Believe That (com Elenco de The Lodge)                         | 1ª Temporada |
| 2016 | Starting Over, Starting Now (com Elenco de The Lodge)          | 1ª Temporada |
| 2016 | Bringing Better Back (com Elenco de The Lodge)                 | 1ª Temporada |
| 2016 | What I've Been Wishing For (com Elenco de The Lodge)           | 1ª Temporada |
| 2016 | If You Only Knew (com Luke Newton)                             | 1ª Temporada |
| 2016 | Believe That (Wideboy Bass Funk Mix) (com Elenco de The Lodge) | 1ª Temporada |
| 2016 | Tell Like It Is (Dueto) (com Thomas Doherty)                   | 1ª Temporada |
| 2016 | Favorite Place To Be (com Luke Newton e Thomas Doherty)        | 1ª Temporada |
| 2017 | It's My Time (com Elenco de The Lodge)                         | 2ª Temporada |
| 2017 | Over Til It's Over (com Elenco de The Lodge)                   | 2ª Temporada |
| 2017 | It's Always Been You (com Thomas Doherty)                      | 2ª Temporada |
| 2017 | Get My Way (com Elenco de The Lodge)                           | 2ª Temporada |